# Keizō Yamada
Keizō Yamada (山田 敬蔵?, Yamada Keizō; Ōdate, 30 novembre 1927 – Kawasaki, 2 aprile 2020) è stato un maratoneta giapponese.
Assieme ai connazionali Shigeki Tanaka e Hideo Hamamura, fu tra i pionieri della maratona nel proprio paese. Nel corso della sua lunghissima carriera, iniziata nei primi anni cinquanta e terminata nel 2009, vinse le maratone di Boston (1953) e di Fukuoka (1956), oltre a partecipare a Helsinki 1952.

## Biografia
Rappresentò il proprio paese alla maratona dei Giochi olimpici di Helsinki 1952, classificandosi ventiseiesimo con un tempo di 2h38'11".
Divenuto noto con il soprannome di "uomo d'acciaio" per la grande resistenza alla fatica, nel 1953 vinse la maratona di Boston con una prestazione di 2h18'51", mentre nel 1956 si piazzò primo alla maratona di Fukuoka. Per i cinque decenni successivi continuò a prendere parte a eventi internazionali, sino al ritiro dalle competizioni avvenuto il 18 luglio 2009.

## Palmarès
| Anno | Manifestazione  | Sede     | Evento   | Risultato | Misura    | Note |
| ---- | --------------- | -------- | -------- | --------- | --------- | ---- |
| 1952 | Giochi olimpici | Helsinki | Maratona | 26º       | 2h38'11"2 |      |

## Altre competizioni internazionali
1953
- Oro alla Maratona di Boston - 2h18'51"

1956
- Oro alla Maratona di Fukuoka - 2h25'15"